# Ocellularia keralensis
Ocellularia keralensis är en lavart som beskrevs av Patw. & C.R. Kulk. ex Hale 1981. Ocellularia keralensis ingår i släktet Ocellularia och familjen Thelotremataceae.   Inga underarter finns listade i Catalogue of Life.